# Thal-Gäu
Thal-Gäu – jednostka administracyjna (Amtei) w Szwajcarii, w kantonie Solura.  
Amtei składa się z dwóch okręgów (Bezirk) oraz 16 gmin (Gemeinde) o powierzchni 201,44 km² i o liczbie mieszkańców 37 382. 

## Podział administracyjny
Okręgi i gminy w Amtei Thal-Gäu:
1. Okręg Gäu: Egerkingen, Härkingen, Kestenholz, Neuendorf, Niederbuchsiten, Oberbuchsiten, Oensingen, Wolfwil
2. Okręg Thal: Aedermannsdorf, Balsthal, Herbetswil, Holderbank, Laupersdorf, Matzendorf, Mümliswil-Ramiswil i Welschenrohr-Gänsbrunnen